# Прадеди и правнуци
„Прадеди и правнуци“ е български 10-сериен телевизионен игрален филм (драма) от 1983 година на режисьорите Константин Джидров, Румен Георгиев и Костадин Бонев, по сценарий на Константин Джидров, Румен Георгиев и Димитър Мантов. Оператор е Пламен Мечконев. Първите пет серии са на романа „Каменно гнездо“, а следващите на романите „Зла земя“, „Лудите глави“, „Каменно гнездо“ и „Хайдушка кръв“ на Димитър Мантов. Музиката във филма е композирана от Георги Минчев. Художници са Любомир Попов, Атанас Камбуров и Огнян Костадинов, а редактор Георги Стойчев.
Музиката изпълнява Симфоничния оркестър при БР с диригент Васил Казанджиев.

## Серии
ПРАДЕДИ И ПРАВНУЦИ – КАМЕННО ГНЕЗДО
- 1. серия – „Нашествие“ – 23 минути
- 2. серия – „Страхът“ – 23 минути
- 3. серия – „Балканът“ – 27 минути
- 4. серия – „Кръвният данък“ – 24 минути
- 5. серия – „Началото“ – 27 минути [1].

## Актьорски състав
| Роля                                       | Изпълнител        |
| ------------------------------------------ | ----------------- |
| младият Михаил „Белозъб“                   | Юрий Ангелов      |
| Станко Кусам, ловешки войвода              | Марин Младенов    |
| Джафер бей Абазоглу, султански пратеник    | Веселин Ранков    |
| Рада, годеницата на младия „Белозъб“       | Жорета Николова   |
| болярката Гълъбина, съруга на Станко Кусам | Виолета Гиндева   |
| старият „Белозъб“                          | Иван Андреев      |
| Дишко – Юсуф                               | Павел Терзиев     |
| Дервиш ага                                 | Йосиф Сърчаджиев  |
| Диана Хрусанова, приятелка на Елена        | Гено Мочуков      |
| старият „Бързак“                           | Велико Стоянов    |
| младият „Бързак“ – Кел Муса                | Владимир Николов  |
| Дюк Боян, бивш стотник на Станко Кусам     | Никола Чиприянов  |
| Мерджан                                    | Георги Балабанов  |
| Фарадж                                     | Христо Памуков    |
| Ибрахим ага                                | Светослав Каменов |
| Юсуф                                       | Николай Клисуров  |
|                                            | Георги Георгиев   |
|                                            | Йордан Мутафов    |
|                                            | Йордан Витлянов   |
|                                            | Теодора Сиракова  |
|                                            | Асен Коцев        |
|                                            | Иво Бучков        |
|                                            | Радка Ялъмова     |
|                                            | Румен Георгиев    |
|                                            | Владимир Давчев   |
|                                            | Борислав Якимов   |
|                                            | Ст. Беловски      |
|                                            | Мариан Георгиев   |
|                                            | Йордан Атанасов   |
|                                            | Светослав Милушев |
|                                            | Веселин Михайлов  |

## Серии
Прадеди и правнуци: Хайдушка кръв
- 1. серия – „Бунтът“ – 29 минути
- 2. серия – „Засадата“ – 28 минути
- 3. серия – „Смъртта на байрактаря“ – 25 минути
- 4. серия – „Войводата“ – 25 минути
- 5. серия – „Смъртта“ – 30 минути [2].

## Актьорски състав
| Роля                                                 | Изпълнител           |
| ---------------------------------------------------- | -------------------- |
| даскал Тодор                                         | Юрий Ангелов         |
| Юмер бей – „Смешника“, Търновски аянин               | Веселин Ранков       |
| козарката Виша, дъщерята на поп Маню от „Големаните“ | Маргарита Карамитева |
| Въльо кехая, синът на Кутю „Байрактар“               | Валентин Гаджоков    |
|                                                      | Кирил Кавадарков     |
| хайдутинът Кутю „Байрактар“                          | Димитър Еленов       |
|                                                      | Ойлер Стоянов        |
|                                                      | Борис Радивенски     |
|                                                      | Петър Славов         |
|                                                      | Йордан Спиров        |
|                                                      | Цветана Гайдарджиева |
|                                                      | Веселин Цанев        |
|                                                      | Боил Мирчев          |
|                                                      | Рени Константинова   |
|                                                      | Иван Гайдарджиев     |